# تاو لاو
longitudeتاو لاوlatitudeتاو لاو
تاو لاو (به انگلیسی: Tow Law) یک شهرک در بریتانیا است که در انگلستان واقع شده‌است.

## خصوصیات
تاو لاو ۱٬۹۵۲ نفر جمعیت دارد.